# جيرو جان
جيرو هيستيفانو جان (مواليد 22 يونيو 1998) هو لاعب كرة قدم هايتي محترف، يلعب مهاجماً لنادي آكتوبه الكازاخستاني ومنتخب هايتي.

## المسيرة الكروية
ولد جيرو هيستيفانو جان في بورت أو برانس، وأبدى اهتمامه بكرة القدم لأول مرة في سن التاسعة، حيث انضم إلى مدرسة كرة القدم مينارد جان جوزيف. أمضى فترات مع نادي سانت لويس وأمريكا دي كاييس، قبل أن يغادر إلى جمهورية الدومينيكان، حيث أصبح لاعبًا محترفًا مع سان كريستوبال، وفاز بجائزة "كشف العام" في عام 2019. كما لعب لفترة وجيزة مع جاراباكوا قبل أن يغادر للانضمام إلى نادي ريال سانتا كروز البوليفي في عام 2021.
في نهاية موسم 2022، أُعلن أن جان سينضم إلى فريق كلوب ريدي في الدرجة الأولى البوليفية، بعد مشاركته في بطولة كوبا ليبرتادوريس، حيث خرج فريق أولويز ريدي من التصفيات على ضد فريق ماجالانيس التشيلي، قرر أولويز ريدي عدم تسجيل جان واحداً من لاعبيه الأجانب، وعاد إلى ناديه السابق ريال سانتا كروز على سبيل الإعارة في مارس 2023.
بعد تسجيله أربعة أهداف في إحدى عشر مباراة، استدعي من فريق Always Ready. وعلى الرغم من أن الجهاز الفني طلب استدعاء اللاعب، إلا أن رئيس نادي ريال سانتا كروز، كارلوس سانشيز، صرح بأن المفاوضات جارية بين الناديين، من أجل تمديد صفقة الإعارة. ومع ذلك، ادعى رئيس نادي Guabirá، رافائيل باز، أن جان سينضم إلى النادي الذي يقع مقره في مونتيرو على سبيل الإعارة.

## المسيرة الدولية
نظرًا لعدم تمثيله هايتي على المستوى الدولي للشباب، استدعي جان إلى المنتخب الوطني الكامل لكأس الكونكاكاف الذهبية 2023.

## إحصائيات المهنة

### نادي
آخر تحديث 29 يوليو 2023.
| النادي                  | الموسم         | الدوري                  | الدوري | الدوري  | الكأس  | الكأس   | قاري   | قاري    | أخرى   | أخرى    | المجموع | المجموع |
| النادي                  | الموسم         | القسم                   | الظهور | الأهداف | الظهور | الأهداف | الظهور | الأهداف | الظهور | الأهداف | الظهور  | الأهداف |
| ----------------------- | -------------- | ----------------------- | ------ | ------- | ------ | ------- | ------ | ------- | ------ | ------- | ------- | ------- |
| سان كريستوبال           | 2020           | دوري الدومينيكان        | 11     | 5       | 0      | 0       | –      | –       | 0      | 0       | 11      | 5       |
| جاراباكوا               | 2021           | دوري الدومينيكان        | 13     | 4       | 0      | 0       | –      | –       | 0      | 0       | 13      | 4       |
| ريال سانتا كروز         | 2021           | الدرجة الأولى البوليفية | 12     | 2       | 0      | 0       | –      | –       | 0      | 0       | 12      | 2       |
| ريال سانتا كروز         | 2022           | الدرجة الأولى البوليفية | 32     | 5       | 0      | 0       | –      | –       | 0      | 0       | 32      | 5       |
| ريال سانتا كروز         | المجموع        | المجموع                 | 44     | 7       | 0      | 0       | 0      | 0       | 0      | 0       | 44      | 7       |
| أولويز ريدي             | 2023           | الدرجة الأولى البوليفية | 3      | 0       | 0      | 0       | 2      | 0       | 2      | 1       | 7       | 1       |
| ريال سانتا كروز (إعارة) | 2023           | الدرجة الأولى البوليفية | 10     | 4       | 0      | 0       | –      | –       | 1[b]   | 0       | 11      | 4       |
| المجموع المهني          | المجموع المهني | المجموع المهني          | 81     | 20      | 0      | 0       | 2      | 0       | 3      | 1       | 86      | 21      |

ملحوظات
1. ↑  ظهر في كوبا ليبرتادوريس
2. ↑  ظهر في كوبا تيغا [الإنجليزية]

### دولي
آخر تحديث 29 يوليو 2023.
| المنتخب الوطني | سنة     | الظهور | الأهداف |
| -------------- | ------- | ------ | ------- |
| هايتي          | 2023    | 4      | 0       |
| المجموع        | المجموع | 4      | 0       |